# Viola eminii
Espèce
Viola eminii est une espèce de plantes à fleurs de la famille des Violaceae. Elle pousse dans les clairières et bordures des forêts de montagnes, de l'est de la République démocratique du Congo jusqu'au sud du Soudan, à l'Ouganda et au Kenya.